# パウル・ヤコビ (駆逐艦)
パウル・ヤコビ（Z5 Paul Jacobi）は、ドイツ海軍のZ5型駆逐艦の一隻である。

## 艦歴
1937年6月29日竣工。1942年2月11日、ケルベロス作戦に参加。1944年、艦首をクリッパーバウにし、前部マストを三脚式に換装した。
第二次世界大戦後はイギリスに引き渡され、その後フランス海軍が引き取り、ドゼー（Desaix）に変更された。
1949年に除籍され、1951年に解体された。